# Eduardo du Bala
Eduardo Roberto dos Santos (Campinas, 2 februari 1981), voetbalnaam Du Bala, is een Braziliaanse voetballer (aanvaller) die sinds 2009 voor de Bulgaarse eersteklasser Slavia Sofia uitkomt. Voordien speelde hij onder andere voor Belasitsa Petritsj en Litex Lovech.